# Marc Sandorf
 (septembre 2018 / tentative : janvier 2025).
Pour les articles homonymes, voir Sandorf.
Marc Sandorf, de son vrai nom Marc Gabler (né le 21 septembre 1964 à Los Angeles) est un chanteur allemand.

## Biographie
Sandorf, né de parents allemands installés à Los Angeles, vit jusqu'à trois ans aux États-Unis. À 18 ans, il obtient la nationalité américaine. Au retour de ses parents en Allemagne, il vit avec eux à Erlangen. Après ses études secondaires, il suit une formation professionnelle en tant que physiothérapeute et masseur de 1981 à 1984.
Sandorf travaille d'abord comme modèle. En 1987, il est découvert par la chercheuse de talents Erika Krug. La même année, il participe à un prix de beauté pour être M. Allemagne.
Son premier single, Und zum Nachtisch süße Küsse, sort en 1990. Son deuxième single Lady Love en 1991 est écrit et produit par Michael Holm. Il lui vaut ses premières apparitions à la télévision comme ARD-Wunschbox avec Ingo Dubinski ou Die deutsche Schlagerparade, émission produite par Dieter Thomas Heck.
Au profit de l'UNICEF, il fait partie du projet Ich zünd ’ne Kerze an für dich à côté de Olaf Berger, Cindy & Bert, Dagmar Frederic ou Karat.
En 2001, Sandorf abandonne sa carrière de chanteur. Il travaille comme physiothérapeute et ouvre son cabinet.
En octobre 2016, il fait son retour avec ses propres chansons et les chansons de Michael Holm des années 1970 lors d'une apparition régionale à Höchstadt an der Aisch. En janvier 2017, son titre Du fängst den Wind niemals ein sort en téléchargement, puis la même année par Königin der Nacht et Winter in Kanada. Son album Spürst du dein Herz paraît au printemps 2018.

## Discographie
- 1990 : Und zum Nachtisch süße Küsse (BB Music)
- 1990 : Frage der Zeit (BB Music)
- 1991 : Lady Love (Mediaphon)
- 1991 : Träume fängt man nicht (Mediaphon)
- 1991 : Zärtliche Hände (Mediaphon)
- 1994 : Wenn du nochmal dieses Feuer spürst (Maxi-Single, Tyrolis)
- 1994 : Angela (Tyrolis)
- 1995 : Deinetwegen (Maxi-Single, Tyrolis)
- 1995 : Das Wunder einer Samstagnacht (Tyrolis)
- 1995 : Ich zünd’ ne Kerze an (Maxi-Single, Broken Records)
- 2000 : Sweet Mambo Girl (Maxi-Single; Streetlife/Bellaphon)
- 2000 : Hallo Engel (Streetlife/Bellapho])
- 2001 : Schon gewonnen (Maxi-Single, Streetlife/Bellaphon)
- 2001 : Zum zweiten Mal in dich verliebt (Streetlife/Bellaphon)
- 2017 : Königin der Nacht (MP3, Hitmix Music)
- 2017 : Winter in Kanada (MP3, Hitmix Music)
- 2017 : Du fängst den Wind niemals ein (MP3, Hitmix Music)
- 2018 : Spürst du dein Herz (album, Hitmix Music)
- 2018 : Das Gefühl für mich (MP3, Hitmix Music)

## Source de la traduction
- (de) Cet article est partiellement ou en totalité issu de l’article de Wikipédia en allemand intitulé « Marc Sandorf » (voir la liste des auteurs).